# 유창목
유창목(癒瘡木, roughbark lignum-vitae)은 남가새과의 나무 종이다. 카리브해 지역과 남아메리카 북쪽 해안지역에 자생한다.
매우 느리게 자라는 작은 나무로, 키가 10 미터에 달할 동안 줄기 직경은 60 센티미터밖에 자라지 않는다. 상록수이며, 잎은 길이 2.5-3 센티미터, 폭 2 센티미터의 타원형이다. 꽃잎이 다섯 개인 파란 꽃이 피고, 열매는 밝은 주황색인데 과육은 붉고 검은 씨앗이 있다.
유창목 꽃은 자메이카의 국화다.